# Peter Capaldi
Peter Dougan Capaldi, född 14 april 1958 i Glasgow, är en skotsk skådespelare, regissör, författare och sångare. Han slog igenom i rollen som Oldsen i filmen Local Hero 1983.
Under sin studenttid spelade Capaldi med bland annat Craig Ferguson i punkbandet The Dreamboys som släppte en singel 1980.
Capaldi spelade 1993 den uppmärksammade rollen som transvestiten Vernon/Vera Reynolds i I mördarens spår – Själavårdaren. 1995 tilldelades Capaldi en Oscar för Bästa kortfilm för Franz Kafka's It's a Wonderful Life som han skrev och regisserade.
Capaldi har även spelat rollen som Malcolm Tucker i The Thick of It från 2005 till 2012 och spelade den Tolfte Doktorn i den brittiska BBC-producerade TV-serien Doctor Who mellan 2013 och 2017.
Han medverkar även i långfilmen Paddington.
Capaldi gifte sig med Elaine Collins år 1991. Tillsammans har de en dotter.